# De sju vise mästare

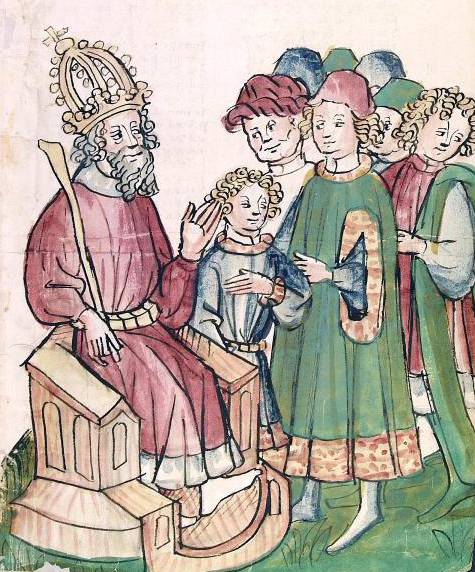
Kejsaren, hans son och de sju mästarna i en illustration från 1400-talet

De sju vise mästare är en sagosamling med asiatiskt ursprung, sannolikt indiskt. Under medeltiden förekom den på många olika språk både i Asien och Europa.

## Handling
En prins återvänder till sin far efter att ha utbildats av sju visa mästare. När hans nya styvmor misslyckas med att förföra honom och i stället anklagar honom råds han av ledaren för de visa mästarna att inte tala under de närmaste sju dagarna. Styvmodern berättar därefter sju anklagande berättelser som vardera besvaras med en motberättelse från en av de visa mästarna.

## Versioner
På svenska finns en handskrift från 1400-talet som utgår från en fransk version från tidigt 1200-tal. På 1700-talet trycktes flera svenska upplagor i översättning från danska, i en version som i sin tur var efterbildad från en tysk text.